# Hedwig Gutzeit
Hedwig Marianna Gutzeit (geb. Wegener; * 6. Januar 1871 in Arnoldsdorf, Westpreußen; † 22. März 1945) war eine deutsche Stummfilmschauspielerin und Autorin.

## Leben
Hedwig, genannt Hete Gutzeit zog zu Beginn des Jahres 1875 mit ihren Eltern und Geschwistern Martha und ihrem jüngeren Bruder, dem späteren Schauspieler und Regisseur Paul Wegener auf Gut Bischdorf in Ostpreußen. Ihre Mutter starb jedoch bereits etwa zwei Jahre später, woraufhin ihr Vater erneut heiratete und das Gut in der Folge veräußerte. Hete heiratete den Professor der Landwirtschaft Ernst Gutzeit und lebte mit diesem zunächst in Königsberg in Preußen und dann in Halle/Saale. Zuletzt wohnte sie in Berlin.
Während des ersten Viertels des 20. Jahrhunderts schrieb sie kleinere Märchenspiele und wirkte in mehreren Stummfilmen mit, die ihr Bruder Paul mit Rochus Gliese realisierte, und die meist ebenso von märchenhaft-phantastischem Charakter waren.
In Rübezahls Hochzeit spielte sie die Hexe, im Verlorenen Schatten die Frau des Bürgermeisters, den Leonhard Haskel verkörperte.
Von bodenständigerer Art war ihre Rolle des titelgebenden Dienstmädchens Malchen (Amalie) in dem ‘hygienisch-humoristischen’ Lehrfilm “Malchen, die Unschuld vom Lande”. Kleinere und daher meist unbezeichnete Rollen übernahm sie in den Abenteuerfilmen “Der Yoghi” und “Der Galeerensträfling”.
Sie starb infolge eines Luftangriffs während des Zweiten Weltkriegs. Angeblich wurde sie von ihrem Bruder Paul Wegener in den Trümmern ihres Hauses gefunden.

## Filmografie
- 1916: Der Yoghi
- 1916: Rübezahls Hochzeit
- 1919: Der Galeerensträfling (2 Teile)
- 1921: Malchen, die Unschuld vom Lande – Humoristischer Lehrfilm über die Gesundheitspflege des täglichen Lebens
- 1921: Der verlorene Schatten

## Schriften
- Märchenspiele, 3 Bände, 1912–1914;
  - Heft 1: Schneewittchen, Niemeyer, Halle (Saale) 1912;
  - Heft 2: Schneeweißchen und Rosenrot, Niemeyer, Halle (Saale) 1913.
  - Heft 3: Rotkäppchen, Lippert, Halle (Saale) 1914.
- Weihnachtskrippenspiel. Aus schlesischen Spielen zusammengestellt, Niemeyer, Halle (Saale) 1921.